# 柳得男
柳得男（1928年1月25日—2013年12月30日），臺灣嘉義縣民雄鄉人，命理師，人稱「柳相士」、「青瞑仙」。

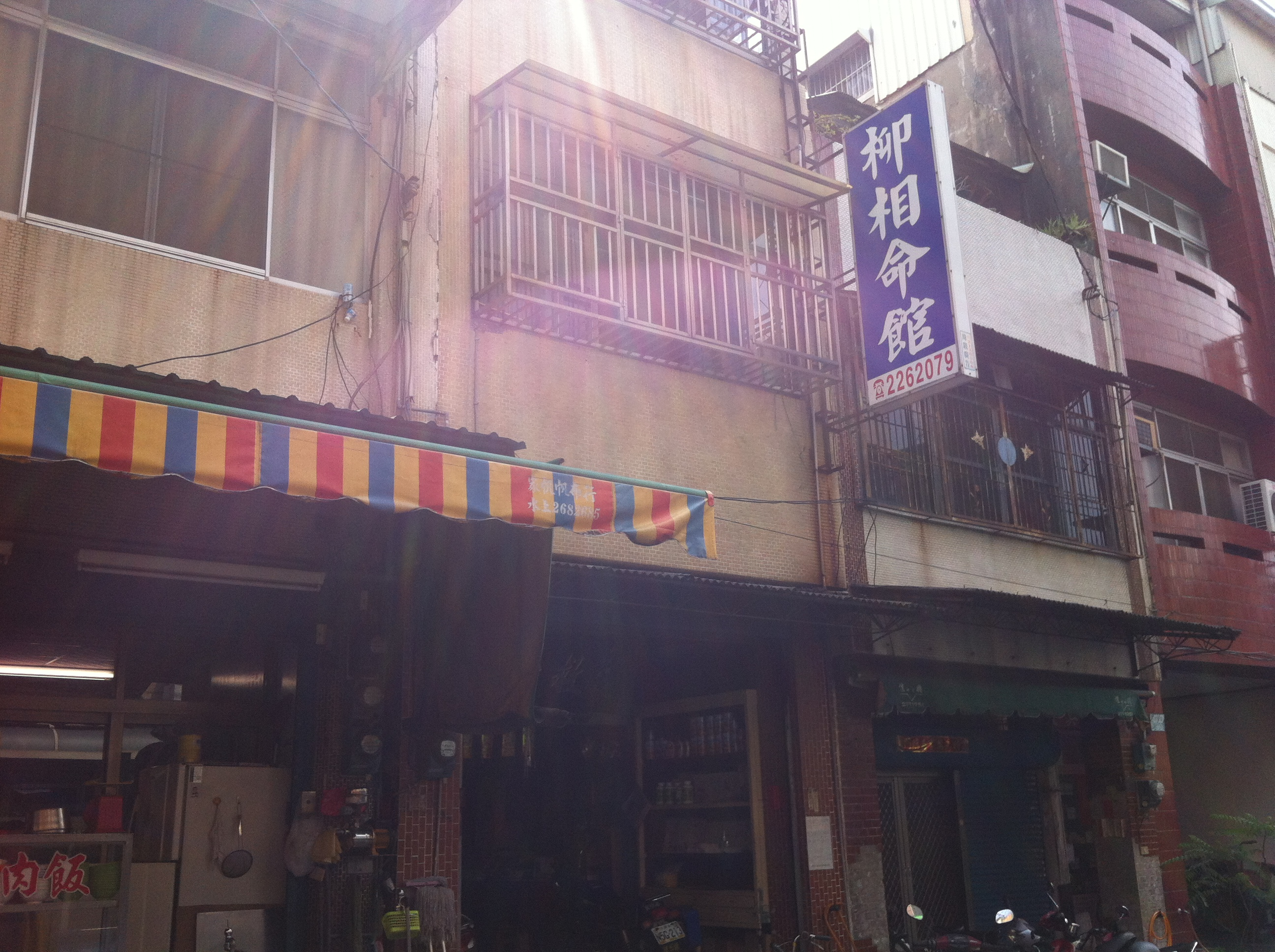
柳相命館

## 生平
柳相士柳得男為1928年1月25日生於民雄。
據家人所述，柳得男於十四歲時和同伴偶遇一具因美軍空襲而死亡的女童屍體，他將之埋葬，之後眼睛疼痛、視力逐漸惡化，當幾乎成盲人時，夢到女童道謝並表示要賜財，問他：「要按摩還是算命？」他選擇後者，從此幫人通靈一生，柳得男曾説明他並未學過算命，而是與這位女性死者通靈，找柳得男通靈者也都說只需講出個人姓名住址出生年月日即可，柳得男就開始通靈，並沒有算命的動作。1970年代就已知名全台，是嘉義縣命理師中繳所得稅最多者，全年所得稅額被定為新台幣六萬一千多元，全台也可能是他首屈一指。
據其長子說，柳得男70年來約通靈過20萬人，包括許多政商與各界名人都曾造訪，如蔣中正、蔣經國、李登輝、陳水扁、朴正熙及阮文紹等國家元首。其中，陳水扁4歲時被家人從官田帶來通靈，柳相士預言長大會當總統，還被當成笑話看待。
南懷瑾學生周勳男曾請柳得男幫老師通靈，但沒說生辰八字，柳得男說：「是奇才!」「他的婚姻，太太有一個半。」當時周勳男聽不懂，後來才知是南懷瑾在離開中國大陸時，原本就有一妻。
柳得男認為為通靈是個人隱私，刻意選在民雄住家3樓進行。算命費一次五百新台幣，最久得預約排上2個多月，人稱「青瞑仙」的他通靈最大特色是全程錄音，結束後會讓客人帶走錄音帶，如果算到一半關掉錄音機，就代表客人只能活到該歲。
晚年柳得男罹肝癌，雖接受腫瘤切除手術和栓塞治療，體力已大不如前，卻仍堅持替客人算命，因為認為吃這行飯是天命。也有命理師拿他的生辰八字作命理例子。儘管以通靈聞名，但他一生最大的遺憾是並未知道妻子會早逝，在大林慈濟醫院2013年12月30日往生前一晚，口中還不斷嚷著妻子名字。